# 史尧弼
史堯弼（?—?），字唐英，眉州人。

## 生平
宋徽宗重和元年出生。十四歲鄉試第二。张浚称其文章似苏东坡，留他在潭州（今湖南长沙市政）。绍兴二十七年（1157年），与弟史尧夫同中进士，不久卒。有《莲峰集》三十卷，久佚，清人自《永乐大典》辑《莲峰集》十卷。